# ジェレミー・ビーズリー
ジェレミー・ロニー・ビーズリー（Jeremy Lonnie Beasley, 1995年11月20日 - ）は、アメリカ合衆国ジョージア州ライオンズ出身のプロ野球選手（投手）。右投右打。阪神タイガース所属。

## 経歴

### プロ入りとエンゼルス傘下時代
2017年のMLBドラフト30巡目（全体895位）でロサンゼルス・エンゼルスから指名され、プロ入り。プロ入り後は、ルーキー級のアリゾナ・コンプレックスリーグ・エンゼルスとオレム・オウルズでプレーし、17試合で防御率3.13を記録した。 
2018年はAA級などの傘下3チームでプレーし、25試合（先発18試合）の登板で防御率2.66を記録した。
2019年は開幕をAA級で迎えた。シーズン終盤にAAA級のソルトレイク・ビーズに昇格した。26試合（先発25試合）で7勝7敗、防御率4.49を記録した。

### ダイヤモンドバックス時代
2020年1月14日にマット・アンドリースとのトレードでアリゾナ・ダイヤモンドバックスに移籍した。8月10日にメジャー契約を結んでアクティブ・ロースター入りし、翌日のコロラド・ロッキーズ戦でメジャーデビューを果たした。同月16日に故障者リスト入りし、シーズンを終了した。
2021年4月17日にニック・ヒースの獲得に伴い、DFAになった。

### ブルージェイズ時代
2021年4月22日に金銭トレードでトロント・ブルージェイズに移籍した。移籍後は、AAA級のバッファロー・バイソンズに配属された。後にメジャーに昇格するも、8登板で防御率7.71と振るわず、 6月30日にDFAになった。7月5日にFAになった。

### パイレーツ傘下時代
2022年8月2日に金銭トレードでピッツバーグ・パイレーツに移籍した。オフの11月15日にFAになった。

### 阪神時代
2022年12月13日、NPBの阪神タイガースと契約したことが発表された。推定年俸は80万ドル（約1億1200万円）。背番号は99。
2023年は中継ぎとしてシーズンを迎えた。4月7日の対東京ヤクルトスワローズ戦（阪神甲子園球場）で2点ビハインドの9回表に3番手として来日初登板。先頭のドミンゴ・サンタナに四球を、代打の川端慎吾に安打を許すも、2奪三振を奪い1回無失点の投球を披露した。その後も一軍で11試合登板したものの、チームの状況もあって先発に転向することとなり、5月末に出場選手登録を抹消された。その後は二軍で順調な調整を続け、6月16日に一軍昇格。同日の対福岡ソフトバンクホークス戦（甲子園）で初先発登板を果たし、4回1失点（勝敗つかず）。リーグ戦再開後は6月23日の対横浜DeNAベイスターズ戦（横浜スタジアム）に「後半戦開幕投手」として先発するも、3回2失点を喫し二軍に降格した。8月3日、発熱の症状を訴えた大竹耕太郎の代役として再昇格。同日の対中日ドラゴンズ戦（バンテリンドームナゴヤ）で3度目の先発登板を果たすと、5回2/3を1失点に抑えて来日初勝利を挙げた。その後大竹が復帰を果たし入れ替わる形で抹消されたが、以降も一軍と二軍を行き来しながらシーズンを送った。シーズン最終盤からポストシーズン突入までは先発と中継ぎを両にらみしながら調整を続け、オリックス・バファローズとの日本シリーズ出場資格者名簿40人枠に名を連ねた。第2戦（京セラドーム大阪）でポストシーズン初登板を果たし、1回1/3を投げて無失点に抑えた。シリーズ終了後に現状維持で契約を結ぶことが発表された。
2024年は一軍キャンプで始動するも、中盤で右肩の不調を訴え二軍キャンプに合流。そのまま二軍で開幕を迎えた。4月2日の二軍戦で復帰登板を果たすと、その後は二軍戦29イニング連続無失点を記録するなど猛アピール。5月11日の対DeNA戦（横浜）で不調を露呈した伊藤将司の代役として、5月18日に一軍選手登録された。同日の対ヤクルト戦（甲子園）でシーズン初登板を果たすと、5回無失点の好投でシーズン初勝利を挙げた。6月8日の対埼玉西武ライオンズ戦（甲子園）では来日最長となる9回119球を投げ、1失点完投勝利を果たした。最終的にチーム内3位となる8勝をマークし（3敗）、倍増となる160万ドル（約2億4000万円）で単年契約を結んだ。

## 人物
2023年8月1日に長男が誕生。その2日後の登板で来日初勝利を挙げ、ウイニングボールを愛息に捧げた。
気さくな人柄の持ち主であり、二軍で先発調整している際には若手投手陣に軽口を叩きながらも真摯にアドバイスを送った。
好物は豚骨ラーメン。来日当初は味噌ラーメンを好んでいたが、二軍遠征で福岡を訪れた際に食した豚骨ラーメンに感動し「鞍替え」したという。登板前日にラーメンを食べ、当日にうどんを食べるのがルーチンである。

## 投球スタイル
約190センチの長身から、最速97.6mph（約157.1km/h）を計測する直球とスプリット、大きく曲がるスライダーが武器。

## 詳細情報

### 年度別投手成績
| 年 度    | 球 団    | 登 板 | 先 発 | 完 投 | 完 封 | 無 四 球 | 勝 利 | 敗 戦 | セ 丨 ブ | ホ 丨 ル ド | 勝 率 | 打 者 | 投 球 回 | 被 安 打 | 被 本 塁 打 | 与 四 球 | 敬 遠 | 与 死 球 | 奪 三 振 | 暴 投 | ボ 丨 ク | 失 点 | 自 責 点 | 防 御 率 | W H I P |
| -------- | -------- | ----- | ----- | ----- | ----- | -------- | ----- | ----- | -------- | ----------- | ----- | ----- | -------- | -------- | ----------- | -------- | ----- | -------- | -------- | ----- | -------- | ----- | -------- | -------- | ------- |
| 2020     | ARI      | 1     | 0     | 0     | 0     | 0        | 0     | 0     | 0        | 0           | ----- | 3     | 0.1      | 2        | 0           | 0        | 0     | 0        | 1        | 0     | 0        | 0     | 0        | 0.00     | 6.00    |
| 2021     | TOR      | 8     | 0     | 0     | 0     | 0        | 0     | 1     | 0        | 0           | .000  | 47    | 9.1      | 7        | 3           | 9        | 2     | 2        | 13       | 2     | 0        | 9     | 8        | 7.71     | 1.71    |
| 2022     | TOR      | 9     | 0     | 0     | 0     | 0        | 0     | 0     | 1        | 0           | ----- | 64    | 15.0     | 14       | 4           | 5        | 0     | 2        | 19       | 0     | 0        | 9     | 8        | 4.80     | 1.27    |
| 2023     | 阪神     | 18    | 6     | 0     | 0     | 0        | 1     | 2     | 0        | 0           | .333  | 170   | 41.0     | 35       | 1           | 13       | 0     | 1        | 43       | 2     | 0        | 12    | 10       | 2.20     | 1.17    |
| 2024     | 阪神     | 14    | 13    | 1     | 0     | 0        | 8     | 3     | 0        | 0           | .727  | 305   | 76.2     | 53       | 6           | 24       | 0     | 5        | 75       | 4     | 0        | 23    | 21       | 2.47     | 1.00    |
| MLB：3年 | MLB：3年 | 18    | 0     | 0     | 0     | 0        | 0     | 1     | 1        | 0           | .000  | 114   | 24.2     | 23       | 7           | 14       | 2     | 4        | 33       | 2     | 0        | 18    | 16       | 5.84     | 1.50    |
| NPB：2年 | NPB：2年 | 32    | 19    | 1     | 0     | 0        | 9     | 5     | 0        | 0           | .643  | 475   | 117.2    | 88       | 7           | 37       | 0     | 6        | 118      | 6     | 0        | 35    | 31       | 2.37     | 1.06    |

- 2024年シーズン終了時

### 年度別守備成績
| 年 度 | 球 団 | 投手（P） | 投手（P） | 投手（P） | 投手（P） | 投手（P） | 投手（P） |
| 年 度 | 球 団 | 試 合     | 刺 殺     | 補 殺     | 失 策     | 併 殺     | 守 備 率  |
| ----- | ----- | --------- | --------- | --------- | --------- | --------- | --------- |
| 2020  | ARI   | 1         | 0         | 0         | 0         | 0         | ----      |
| 2021  | TOR   | 8         | 2         | 1         | 0         | 0         | 1.000     |
| 2022  | TOR   | 9         | 2         | 1         | 0         | 0         | 1.000     |
| 2023  | 阪神  | 18        | 1         | 5         | 0         | 0         | 1.000     |
| 2024  | 阪神  | 14        | 9         | 8         | 0         | 0         | 1.000     |
| MLB   | MLB   | 18        | 4         | 2         | 0         | 0         | 1.000     |
| NPB   | NPB   | 32        | 10        | 13        | 0         | 0         | 1.000     |

- 2024年シーズン終了時

### 表彰
- 阪神タイガースDIDアワード：1回（2024年5月[43]）

### 記録

#### NPB
初記録
投手記録
- 初登板：2023年4月7日、対東京ヤクルトスワローズ1回戦（阪神甲子園球場）、9回表に3番手で救援登板・完了、1回無失点[44]
- 初奪三振：同上、9回表に長岡秀樹から空振り三振
- 初先発登板：2023年6月16日、対福岡ソフトバンクホークス1回戦（阪神甲子園球場）、4回1失点で勝敗つかず[45]
- 初勝利・初先発勝利：2023年8月3日、対中日ドラゴンズ18回戦（バンテリンドーム ナゴヤ）、5回2/3を4安打1失点8奪三振[46]
- 初完投勝利：2024年6月8日、対埼玉西武ライオンズ2回戦（阪神甲子園球場）、9回4安打1失点6奪三振[47][48]

打撃記録
- 初打席：2023年6月16日、対福岡ソフトバンクホークス1回戦（阪神甲子園球場）、3回裏に和田毅から空振り三振
- 初打点：2025年4月9日、対東京ヤクルトスワローズ2回戦（阪神甲子園球場）、2回裏に石川雅規から三犠打[49]
- 初安打：2025年4月17日、対東京ヤクルトスワローズ4回戦（明治神宮野球場）、2回表に吉村貢司郎から右前安打[50]

### 背番号
- 59（2020年 - 2021年）
- 38（2022年）
- 99（2023年 - ）

### 登場曲
- 「For Whom The Bell Tolls (Remastered)」Metallica（2023年 - ）